# Barvni model
Barvni modeli so namenjeni natančnemu in objektivnemu opisu barv. Vsaka barva je v barvnem modelu predstavljena kot kombinacija več številčnih vrednosti. Večina barvnih modelov uporablja za opis posamezne barve 3 parametre - torej se jih lahko predstavi v trirazsežnem prostoru. Obstaja veliko barvnih modelov, ki se uporabljajo za prikazovanje barv na različnih medijih, kot sta monitor ali papir. Znanih je približno 400 barvnih sistemov in zbirk barv.

## Najpomembnejši barvni modeli
- RGB
- CMYK
- CMY
- CIELAB
- HSB oz. HSL
- PANTONE
- RYB